# Joseph Ignaz Schnabel

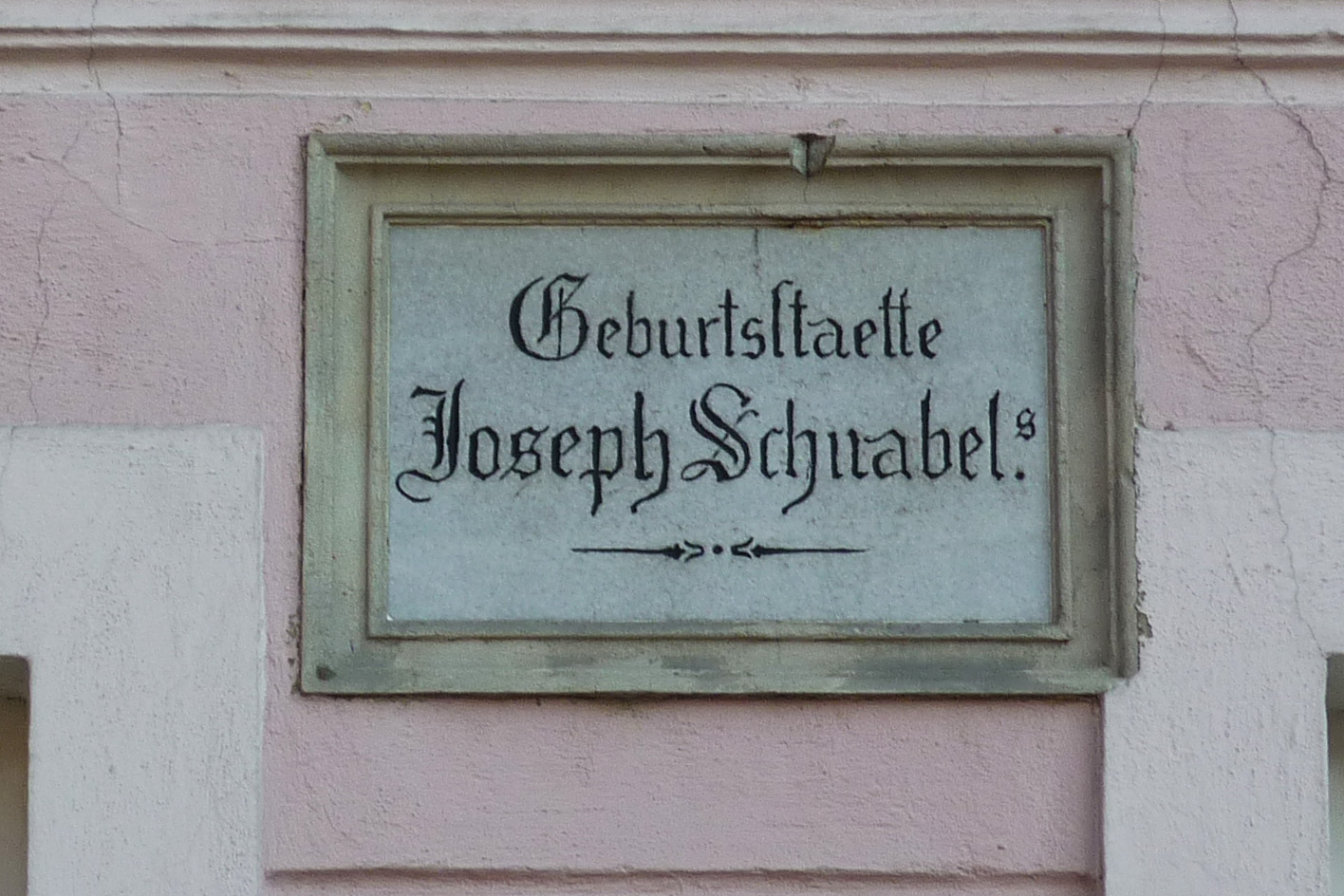
Tafel an seinem Geburtshaus in Naumburg/Queis

Joseph Ignaz Schnabel (* 24. Mai 1767 in Naumburg am Queis, Schlesien; † 16. Juni 1831 in Breslau, Provinz Schlesien) war ein deutscher Schulmeister, Komponist und Kirchenmusiker. Er war zudem Domkapellmeister und Universitätsmusikdirektor.

## Leben

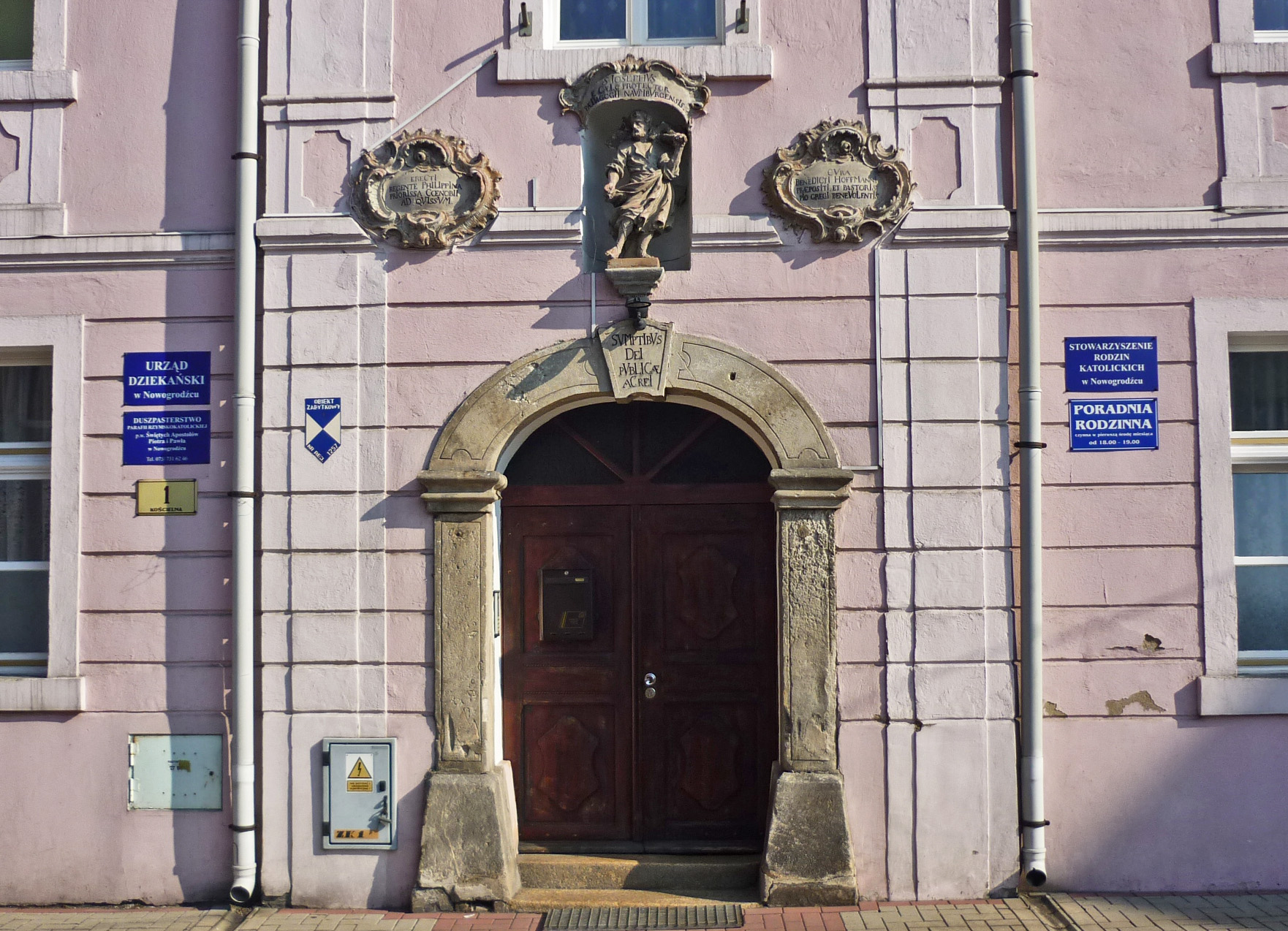
Portal des Geburtshauses in Naumburg/Queis

Schnabel stammte aus einer Musikerfamilie und wurde schon früh von seinem Vater musikalisch unterrichtet. Als Kind war er Chorsänger der Vincenzkirche in Breslau. Ab dem 12. Lebensjahr besuchte er, weil er Priester werden wollte, das Matthias-Gymnasium. Durch einen Sturz ins Wasser zog er sich ein chronisches Ohrenleiden zu, weshalb er nicht mehr für eine Priesterlaufbahn als geeignet angesehen wurde. Daher verließ er nach der 6. Klasse das Gymnasium und begann eine Lehrerausbildung. Er wurde 1790 zunächst Dorfschulmeister, wobei er Aufsehen wegen der guten Musikleistungen seiner Schüler erregte. Ab 1797 wirkte er in Breslau zunächst als Violinist an der Vincenzkirche, dann als Organist an St. Klara. 1798 wurde er Violinist und Konzertmeister im Theaterorchester, das er öfter als Stellvertreter dirigierte. Am 1. April 1805 wurde er Domkapellmeister, 1806 Dirigent der Richterschen Winterkonzerte, 1810 auch der Montags- und Freitagsgesellschaft und 1812 Universitätsmusikdirektor, Musiklehrer am katholischen Seminar und Direktor des Königlichen Instituts für Kirchenmusik. 1819 gründete er zusammen mit Friedrich Wilhelm Berner, ebenfalls Dozent für Kirchenmusik, und Johann Theodor Mosewius, der nach Schnabels Tod die Funktion des Musikdirektors der Universität übernahm, den Verein für Kirchenmusik an der Universität, der neben der schlesischen Musik die Verbreitung der europäischen Musik des 16. bis 18. Jahrhunderts vorantrieb. Schnabel wurde 1823 die Ehrendoktorwürde verliehen.
Schnabel setzte sich in Breslau für die Werke Mozarts und Haydns ein, dessen Schöpfung er seit dem Jahr 1800 jährlich zum Gründonnerstag aufführte.
Schnabels kompositorisches Schaffen umfasste hauptsächlich instrumental begleitete Kirchenmusik. Mit ihr begründete er eine speziell schlesische Tradition, auch als Breslauer Schule bezeichnet, die weithin unabhängig von restaurativen Tendenzen noch bis zum Zweiten Weltkrieg lebendig war. Schnabels wohl bekannteste Arbeit ist seine Bearbeitung einer im Archiv des Breslauer Doms gefundenen Weihnachtspastorale eines unbekannten Komponisten aus dem frühen 18. Jahrhundert, Transeamus usque Bethlehem, die heute zum Standardrepertoire vieler Kirchenchöre gehört.
Sein Sohn Joseph Schnabel, der ebenfalls komponierte, war Organist und Musiklehrer in Glogau.

## Werke (Auswahl)
Schnabel komponierte neben Kirchenmusik (u. a. fünf Messen, Offertorien, Hymnen und Vespern) Militärmusik, Männerquartette, Lieder, ein Klarinettenkonzert und ein Quintett für Streichquartett und Gitarre.
- Herr, unser Gott, wie groß bist du!
- Quintett für 2 Violinen, Viola, Violoncello und Gitarre (Erstausgabe: Quintetto pour Guitare, 2 Viol. Alte et Vcelle. Weinhold, Breslau)